# Coralie Fargeat
Coralie Fargeat (ur. 1976 w Paryżu) – francuska reżyserka i  scenarzystka.
Studiowała w szkole filmowej La Fémis. Jej debiutowy film krótkometrażowy The Telegram (Le Télégramme, 2003) zdobył 13 nagród na wielu festiwalach filmowych. 
W 2007 stworzyła wraz z Anne-Elisabeth Blateau Les Fées cloches, komiksowy miniserial dla młodzieży, w którym obie występowały. Serial był emitowany na kanale TF1 (pierwszy francuski kanał telewizyjny).
Coralie Fargeat popularność zyskała dzięki pełnometrażowemu thrillerowi Revenge, który miał swoją premierę na Sundance Film Festival oraz horrorowi Substancja.

## Filmografia

### Reżyseria
- Le télégramme (2003)
- Les Fées Cloches (2008)
- Reality+ (2014)
- Revenge (2017)
- Substancja (2024)

### Scenariusz
- Le télégramme (2003)
- Reality+ (2014)
- Revenge (2017)[6]